# Apalone ferox
Apalone ferox är en sköldpadda i familjen lädersköldpaddor som förekommer i USA. Arten lever huvudsakligen i delstaten Florida men den finns även i de södra delarna av Alabama, Georgia och South Carolina. Habitatet utgörs av långsam flytande floder samt av regioner med bräckt vatten. Sköldpaddan är i USA vanlig som sällskapsdjur och ibland hittas frisläppta individer i andra delar av USA. Trots allt har de inte etablerad sig utanför sitt ursprungliga habitat.

## Kännetecken
Djurets tillplattade och ovala sköld har en brun färg. Buken är vitaktig eller krämfärgade och sköldpaddans nos liknar en snabel. Läpparna är köttiga och från ögonen till nosen går en gul markering som har formen av ett Y. På den långa halsen och huvudets sidor finns gula streck. Vid alla extremiteter finns tre kraftiga klor. Sköldpaddan når en längd av cirka 45 centimeter och honor är större än hanar.

## Levnadssätt
Arten är köttätare och livnär sig av fiskar, snäckor, insekter, groddjur och unga andfåglar. Sköldpaddan är allmänt skygg gentemot människor men när den känner sig hotade kan den bita med sina kraftiga käkar. Vissa individer i fångenskap blev 30 år gamla men i naturen är livslängden kortare.

### Webbreferenser
- släkte Apalone på The Reptile Database
- USGS: Apalone ferox